# Wytze Kooistra
Wytze Kooistra (Amsterdam, 3 giugno 1982) è un pallavolista olandese.
Gioca nel ruolo di centrale nel Lycurgus.

## Carriera
Inizia con il volley all'età di 8 anni. Gioca nella squadra di club di Sleen e, viste le sue potenzialità, viene convocato prima nella selezione regionale poi in quella nazionale juniores. Con le selezioni juniores è campione dei Paesi Bassi in diverse fasce d'età.
Quando inizia a giocare nella Nazionale juniores decide di trasferirsi ad Assen, dove disputa il campionato di seconda divisione con la seconda squadra del Sudosa-Desto. Nel 2000-2001 gioca nelle file del Lycurgus e, dopo una seconda esperienza con la maglia del Sudosa-Desto, approda nel 2002 alla Dynamo Apeldoorn.
Nei tre anni ad Apeldoorn ha modo di crescere ulteriormente. Nel 2002-2003, al suo primo anno nel club, vince il Campionato neerlandese e la Top Teams Cup. Nel 2004-2005 viene eletto MVP del Campionato e arrivano le prime convocazioni in nazionale, a dimostrazione del suo costante miglioramento.
Nel 2005 lascia i Paesi Bassi per giocare nel campionato italiano. Disputa la sua prima stagione in Italia nelle file della Trentino Volley mettendosi in luce soprattutto nei play-off, dove la squadra trentina viene eliminata in semifinale dalla Sisley Volley Treviso.
Spicca per le sue doti in attacco e in battuta e, dopo solo un anno a Trento, viene acquistato dalla ambiziosa neonata M. Roma Volley. Nella sua nuova squadra viene impiegato come centrale ma all'occorrenza ricopre anche il ruolo di opposto con buoni risultati. Con la squadra capitolina raggiunge una finale di Coppa Italia, persa contro la Sisley Volley Treviso, e viene battuto in semifinale play-off sempre dai veneti. Nella stagione 2007-2008, la seconda con la maglia di una M. Roma Volley sempre più competitiva, conquista il suo primo e unico trofeo da quando gioca in Italia: la Coppa CEV, competizione già vinta con la maglia della Dynamo Apeldoorn. In campionato la M. Roma Volley ottiene invece risultati al di sotto delle aspettative di inizio stagione: sconfitta 3-0 dalla Sisley Volley Treviso nella Supercoppa italiana, perde nuovamente la finale di Coppa Italia questa volta per mano della Associazione Sportiva Volley Lube e, dopo un quarto posto in regular season, viene eliminata in semifinale dalla Trentino Volley in 2 gare. La M. Roma Volley rinuncia alla partecipazione alla Serie A1 2008-2009 e il giocatore decide di accasarsi altrove.
Firma un contratto di tre anni con la Pallavolo Modena allenata da Andrea Giani e, in accordo con la società, opta per un cambio di ruolo, giocando per tutta la stagione 2008-2009 come opposto. La stagione della squadra modenese non è molto fortunata e anche le sue prestazioni in campo ne risentono, con un rendimento altalenante. Nel 2009-2010 ritorna al vecchio ruolo di centrale e il suo rendimento migliora rispetto a quello della stagione precedente. Modena torna ad occupare i piani alti della classifica, raggiunge la Final four di Coppa Italia e nei play-off viene eliminata in 4 gare da Macerata. Si classifica quinto nella speciale classifica di rendimento dei centrali e undicesimo del campionato per muri realizzati. Gioca la stagione 2010-2011 sempre con la maglia di Pallavolo Modena, mentre per la stagione successiva viene ingaggiato dal Klub Piłki Siatkowej Skra Bełchatów. Nella stagione 2013-2014 passa al Wojskowy Klub Sportowy Czarni Radom.
Torna in Italia per la stagione 2014-15 con la Pallavolo Molfetta: tuttavia a metà campionato lascia la squadra per accasarsi all'Olympiakos Syndesmos Filathlon Peiraios, militante nella Volley League greca.
Nell'annata 2015-16 ritorna in patria, nella squadra di Groninga.

## Palmarès

### Club
- Campionato olandese: 1

2002-03
- Supercoppa polacca: 1

2012
- Top Teams Cup/Coppa CEV: 2

2002-03, 2007-08

### Nazionale (competizioni minori)
- European League 2006
- European League 2012
- Memorial Hubert Wagner 2013

### Premi individuali
- 2005 - Campionato neerlandese: Miglior giocatore